# 馬里昂 (康乃狄克州)
馬里昂（英語：Marion）是位於美國康乃狄克州哈特福縣紹辛頓境內的一個街區。

## 地理
馬里昂的座標為41°33′50″N 72°55′29″W / 41.56389°N 72.92472°W，而該地的平均海拔高度為12米（即48英尺）。